# Alonso de Monroy
Alonso de Monroy (Salamanca, ?- fallecido en Lima, 1545) fue un conquistador español, teniente general de Pedro de Valdivia, presidente del cabildo de Santiago de Nueva Extremadura, encomendero y emisario de Valdivia en el Virreinato del Perú. Sus padres fueron Cristóbal de Monroy y Constanza Gómez de Prado. Viajó al Perú en 1537, y luego se asoció con Pedro de Valdivia en la empresa conquistadora de Chile.

## Expedición a Chile
En el Cuzco, Valdivia lo nombró su teniente y capitán, siendo su principal colaborador en las tareas de reunir soldados para la expedición a Chile. Valdivia lo despachó en varias misiones de reclutamiento al Callao (Lima) y Arequipa, para posteriormente reunirse con él en Atacama, en la ruta hacia Chile. Encabezó el grupo de vanguardia de la expedición, llevando herramientas para mejorar los pasos y evitar que los caballos despeñasen. También procuraba profundizar los pequeños pozos que conocían los guías indios, «porque tuviesen agua clara que no faltase para la gente que atrás venía».

## Establecimiento en Santiago
Pedro de Valdivia lo nombró Teniente general de la recién fundada ciudad de Santiago, el 20 de julio de 1541. En ese cargo debía juzgar y sentenciar los pleitos que se presentaran. Además debía presidir el cabildo durante sus deliberaciones.
A comienzos de agosto de 1541, Valdivia se encontraba en la costa cuando recibió un mensaje escrito de Monroy desde Santiago, avisando que había claros indicios de una conspiración para asesinarle proveniente de Sánchez de la Hoz y sus afines. Regresó de inmediato a la aldea y se reunió con sus capitanes más leales, mas no había pruebas contundentes contra los sospechosos.
Cuando se tuvo información de dos grandes concentraciones de indios de guerra en el valle del Aconcagua en el valle del río Cachapoal, Valdivia partió con noventa soldados al Cachapoal, por lo que dejó en Santiago solo cincuenta infantes y jinetes, un tercio del total, divididos en 32 jinetes y 18 infantes, a cargo de Monroy. Con su reducida guarnición, en calidad de teniente general de Santiago le correspondió a Monroy defender la ciudad ante el ataque de Michimalonco el 11 de septiembre de 1541, en ausencia de Valdivia. El teniente Monroy se preparó lo mejor que pudo para soportar el ataque, aunque finalmente no pudo evitar la destrucción de la aldea.

## Viaje al Perú de 1542
La sublevación indígena y la destrucción de Santiago habían dejado a los conquistadores en la miseria.

En enero de 1542 Valdivia decidió enviarlo a Perú en busca de provisiones, con otros cinco soldados junto a Pedro de Miranda y cuatro soldados de compañía. Los estribos fueron confeccionados en oro. La carta al Emperador Carlos V, del 4 de septiembre de 1545, de Valdivia indica: 
"...determiné enviar a las provincias del Perú al capitán Alonso de Monroy con cinco hombres, con los mejores caballos que tenía, que no pude darle más..." 
El viaje fue por tierra, ya que había sido quemado el barco que se construía en Concón. Al pasar por el valle de Copiapó fue tomado prisionero por los indígenas, muriendo cuatro de sus soldados, pero logró escapar después de tres meses de cautiverio junto a Miranda, y llegar a Lima. La carta de Valdivia relata: 
"...De las provincias del Perú escribió el capitán Alonso de Monroy a V. M. cómo llegó a ellas sólo con uno de los soldados que de aquí sacó, y pobre, habiéndole muerto en el valle de Copayapo los indios los cuatro compañeros, y preso a ellos, y les tomaron el oro y despachos que llevaban, que no salvó sino un poder para me obligar en dineros; y dende [desde entonces] a tres meses que estovieron [estuvieron] presos, el capitán Monroy, con un cuchillo que tomó a un cristiano de los de don Diego de Almagro, que estaba allí hecho indio, que éste fue causa de la muerte de sus compañeros, y del daño que le vino, mató al cacique principal a puñaladas, y llevando por fuerza consigo a aquel transformado cristiano, se escaparon en sendos caballos y sin armas; y cómo halló en ellas al gobernador Vaca de Castro, en nombre de V. M., con la victoria de la batalla que ganó en su cesárea ventura contra el hijo de don Diego de Almagro y los que le seguían, y cómo le recibió muy bien y le favoresció [favoreció] con su abtoridad [autoridad]..." 
En septiembre de 1543 llegó a Valparaíso la nave Santiaguillo con 70 jinetes con sus caballos y víveres, enviados por Monroy desde Lima. Con esto aumentó el contingente español a doscientos soldados. Las mercaderías del barco ponían temporalmente término a la estrechez en Santiago. Esta ayuda fue proporcionada por Cristóbal Vaca de Castro, un amigo de Pedro de Valdivia.
En enero de 1544, Monroy regresó a Chile por tierra con 60 de a caballo. También trajo por del Perú un documento importante del gobernador Vaca de Castro, en el que se le reconocía solamente como "Teniente de Gobernador" de la provincia de Chile. Así le llama Vaca de Castro en el documento, y también se le trataba así en las autorizaciones que trajo Pastene. Valdivia ocultó estos documentos y siguió llamándose Gobernador, aunque necesitaba obtener una confirmación de ese cargo por el Rey.

Como consecuencia, los refuerzos lograron detener los continuos ataques que los picunches hacían la aldea de Santiago. Relata Valdivia en su carta: 
"... y desde entonces los indios no osaron venir más, ni llegaron cuatro leguas en torno desta cibdad, y se recogieron todos a la provincia de los Promaocaes [promaucaes], y cada día me enviaban mensajeros diciendo que fuese a pelear con ellos y llevase los cristianos que habían venido, porque querían ver si eran valientes como nosotros, y que, si eran, que nos servirían, y si no, que harían como en lo pasado; yo les respondí que sí haría..." 
Los peligros que afrontaron Monroy y Miranda revelaron la urgencia de establecer un puerto intermedio entre Valparaíso y el Callao, y una escala terrestre. Con tal propósito posteriormente se fundó la segunda ciudad del territorio (La Serena), en el valle de Coquimbo (actualmente Valle del Elqui).
Los caballos que trajo Monroy por tierra y por mar se fueron mezclando con otras razas, y por ello se le da crédito como uno de los formadores de la raza chilena de caballos.

## Viaje al Perú de 1545 y fallecimiento
En julio de 1544 Juan Bautista de Pastene llegó a Valparaíso en el barco de su propiedad, con ropa y víveres para vender a los hombres de Valdivia.
Las fuerzas en Santiago eran todavía insuficientes para lanzarse a la ocupación del sur. Valdivia logró reunir alrededor de veinticinco mil pesos que entregó a Monroy, junto a unos poderes que le facultaban para contraer deudas a nombre de Valdivia, para que viajase nuevamente al Perú. Ahora el viaje sería con Pastene en el barco San Pedro. Monroy regresaría a Chile por tierra y Pastene por mar. Ambos traerían hombres, caballos y mercaderías.
Además, como Valdivia necesitaba obtener una confirmación de su cargo de gobernador por el Rey, decidió enviar en ese viaje a Antonio de Ulloa (uno de los cómplices de Sancho de la Hoz en el intento de asesinato en Atacama), que debía continuar a España llevando cartas de Valdivia al emperador Carlos V relatando sus esfuerzos en esta conquista y las características del territorio.
Salieron por mar desde La Serena el 4 de septiembre de 1545, llegando a Callao el 28 de ese mes. Monroy comenzó a reclutar hombres, pero el virreinato se encontraba en estado calamitoso debido a las guerras intestinas, toda vez que Gonzalo Pizarro se había sublevado contra la autoridad enviada por el rey Carlos I, Pedro de la Gasca.
El 1 de diciembre de 1547, a veintiséis meses de su partida, llegó Pastene, pero venía sin nada. Sin Monroy, sin soldados, sin mercaderías, y sin un peso de oro, en un barco que tuvo que pedir fiado. En los lavaderos de Quillota ubicó al Gobernador para explicar las razones de aquel fracaso. Además, Antonio de Ulloa le había traicionado: abrió las cartas que debía llevar al Rey y las leyó «delante de otros muchos soldados y, mofándose de ellas, las rompió».
Además, se enteró de que poco después de haber arribado al Callao, en 1545, el leal Alonso de Monroy había muerto luego de tres días fulminado por una enfermedad infecciosa.